# Reactory
Reactory ist eine Berliner Thrash-Metal-Band, die im Jahr 2010 gegründet wurde.

## Geschichte
Die Band wurde im Jahr 2010 gegründet. Im selben Jahr erschien das erste Demo. Es folgten diverse Touren durch Europa. Im Jahr 2014 spielte die Band unter anderem auf den Metal Hammer Awards. In den Jahren 2018 und 2019 spielte die Band jeweils einige Konzerte mit D.R.I. auf deren Europa Tourneen.

## Stil
Laut Andreas Schiffmann von musikreviews.de spielt die Band auf Collapse to Come Thrash Metal, der sich am Stil der 1980er Jahre orientiere. Vor allem Einflüsse von Bands aus der San Francisco Bay Area und aus dem Ruhrgebiet seien auszumachen. Gruppen wie Overkill und Forbidden seien hörbar. Das Tempo sei durchweg rasant und der Gesang wird als geradezu tollwütig beschrieben.

## Diskografie
- 2010: Demo (Demo, Eigenveröffentlichung)
- 2013: Killed by Thrash (EP, Slaney Records)
- 2014: High on Radiation (Album, Iron Shield Records)
- 2016: Heavy (Album, FDA Records/Soulfood)
- 2020: Collapse to Come (Album, Iron Shield Records/Soulfood)